# Collision aérienne de Merion
Le 4 avril 1991, un Piper Aerostar est impliqué dans une collision en vol avec un hélicoptère Bell 412 au-dessus de l'école élémentaire de Merion, à Lower Merion Township, une banlieue au nord-ouest de Philadelphie, dans le sud-est de la Pennsylvanie, aux États-Unis. Les cinq personnes à bord des deux appareils ont toutes été tuées, y compris le sénateur américain John Heinz, alors seul passager du Piper. Au sol, deux enfants ont été tués par des débris et cinq autres personnes ont également été blessées.
L'enquête du Conseil national de la sécurité des transports (NTSB) a déterminé que cet accident a été causé par un mauvais jugement et une erreur de pilotage commise par chacun des équipages à bord des deux appareils.

## Contexte
L'avion transportant John Heinz a décollé de l'aéroport de Williamsport-comté de Lycoming (IPT), dans le centre de la Pennsylvanie, le matin du 4 avril 1991, vers 10 h 22 EST. Le sénateur Heinz était à Williamsport pour une conférence de presse concernant le financement fédéral de la U.S. Route 15. Il a loué un Piper PA-60-601 Aerostar, un bimoteur à hélice pouvant accueillir jusqu'à cinq passagers, auprès de Lycoming Air Services, une compagnie aérienne proposant principalement des vols charters privés, basé à l'aéroport de Williamsport. Heinz et ses deux pilotes, le commandant Richard Schreck et le copilote Trond Stegen (tous deux basés dans le comté de Lycoming), sont partis à destination de l'aéroport international de Philadelphie (PHL) peu avant 10 h 30.

## Déroulement des faits
Alors que le Piper du sénateur Heinz était en approche de PHL vers 12 h 01, les pilotes ont remarqué qu'un des voyants lumineux dans le cockpit, qui indique le verrouillage du train d'atterrissage avant, n'était pas allumé. L'équipage a commencé à résoudre le problème et a alerté le contrôle aérien (ATC). Un pilote du Piper a déclaré à l'ATC qu'il pouvait voir le train d'atterrissage avant apparemment sorti se refléter dans les cônes d'hélice des deux moteurs. Environ trois minutes plus tard, l'avion a effectué un passage à basse altitude près de la tour de contrôle ; le contrôleur a signalé à l'équipage que le train d'atterrissage avant semblait sorti.

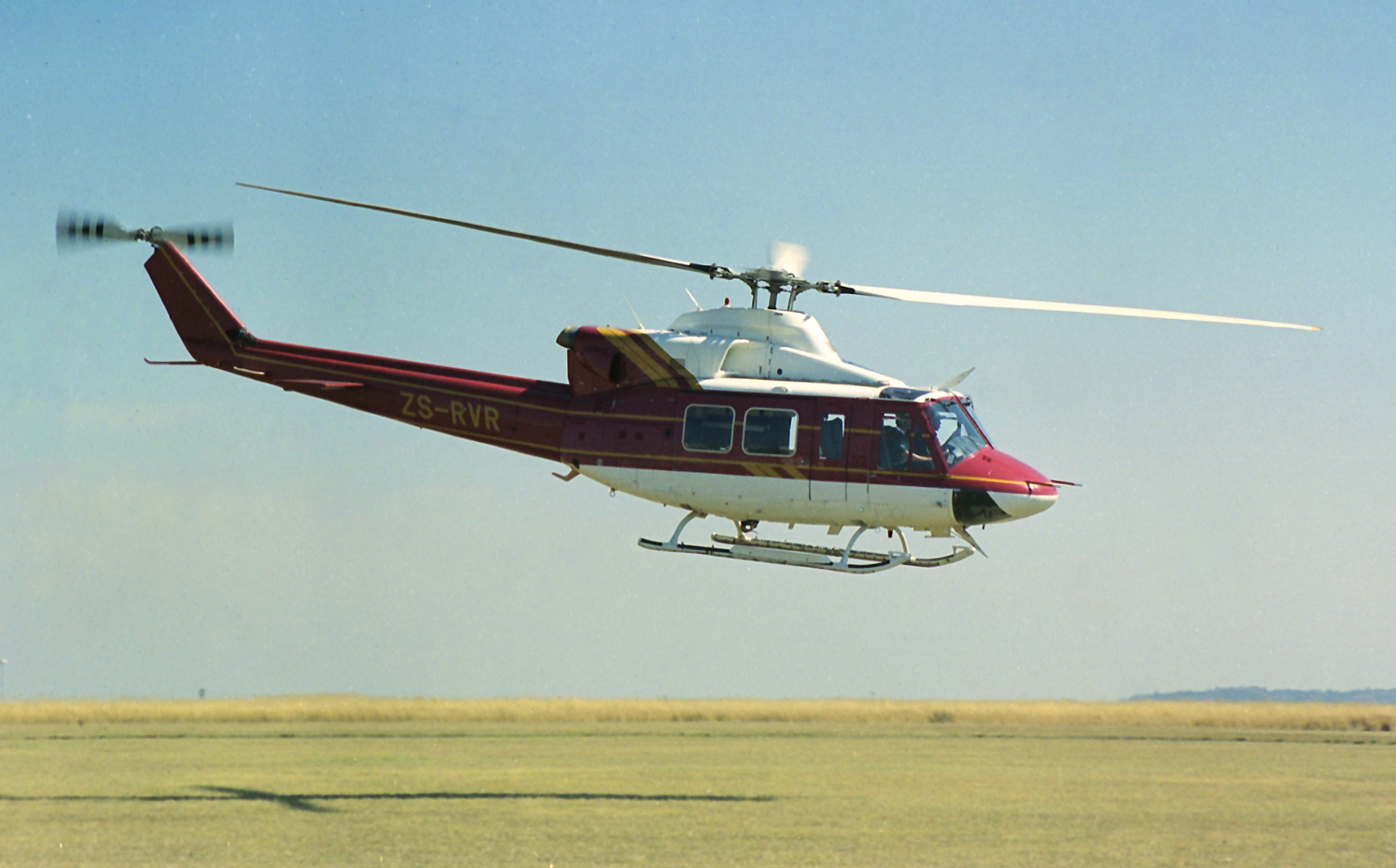
Un Bell 412, semblable à celui impliqué dans l'accident.

L'équipage d'un hélicoptère de passage dans le secteur, un Bell 412SP exploité par Sun Company Inc. et se dirigeant vers le siège de la société à Radnor (en), en Pennsylvanie, a proposé d'examiner de plus près si le train d'atterrissage était effectivement sorti et verrouillé. Aux commandes se trouvaient deux pilotes d'hélicoptère expérimentés : le commandant Charles Burke et le copilote Michael Pozzani, qui comptaient tous deux plus de 8 000 heures de vol. Ils se sont rapprochés de l'Aerostar pour mieux voir, et la dernière transmission de l'équipage de l'hélicoptère a été d'informer l'équipage de l'Aerostar que le trains avant semblait normalement sorti.
À 12 h 10, les deux aéronefs sont entrés en collision au-dessus de l'école élémentaire de Merion, située à Lower Merion Township, avec les pales du rotor de l'hélicoptère percutant violemment l'Aerostar par en dessous, sectionnant une pale du rotor principal de l'hélicoptère et de gros morceaux de l'aile droite et du fuselage inférieur de l'avion, rendant les deux appareils totalement incontrôlables. Les pilotes de l'hélicoptère ont perdu le contrôle de leur appareil, qui est tombé comme une pierre vers le sol, tandis que l'Aerostar s'est presque désintégré en plein vol, projetant des débris dans toutes les directions ; les deux appareils ont pris feu et ont explosé lors de l'impact dans l'enceinte de l'école élémentaire. 
L'Aerostar est tombé directement dans la cour de l'école, près de l'entrée principale, tandis que l'hélicoptère s'est écrasé derrière les bâtiments de l'école ; des débris sont également tombés sur des résidences privées à proximité dans un rayon de 230 m autour de l'école. La collision a tué les cinq personnes à bord des deux appareils, y compris le sénateur Heinz. Au sol, deux écolières ont été tuées et cinq autres personnes ont été blessées par le carburant en feu et les chutes de débris. Les incendies survenues après l'accident ont détruit une grande partie de l'épave de l'avion, de l'hélicoptère et une partie de l'aménagement paysager de l'école.

## Enquête
Une enquête du Conseil national de la sécurité des transports (NTSB) a été ouverte presque immédiatement. Les enquêteurs ont cité une série d'erreurs et de mauvaises décisions qui ont conduit à la collision. « C'était un accident insensé, qui n'aurait jamais dû se produire », a déclaré James L. Kolstad, alors président du NTSB.

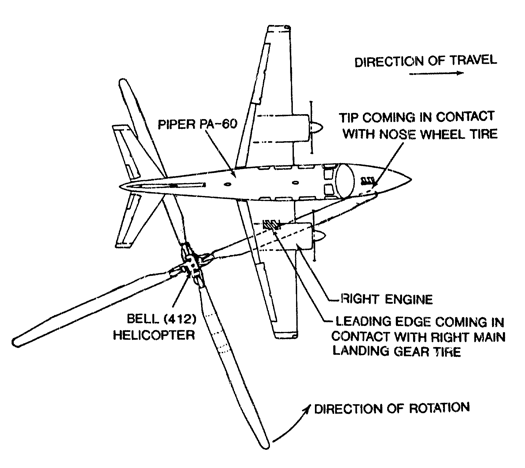
Diagramme du NTSB montrant comment les deux appareils se sont percutés en vol.

En septembre 1991, les conclusions du NTSB ont été annoncées. Il a été déterminé que le manque de jugement des deux équipages avait causé l'accident.
Le rapport du NTSB indique que les contrôles visuels depuis l'hélicoptère et la tour de contrôle étaient inutiles, car les portes du train avant de l'Aerostar se ferment partiellement lorsque le train est sorti, obscurcissant la majeure partie du mécanisme de verrouillage et rendant « pratiquement impossible » de déterminer, même à faible distance, si le train avant était verrouillé. Aucune information utile n'aurait pu être fournie au-delà de ce que les pilotes avaient déjà déterminé par eux-mêmes en regardant les reflets du cône d'hélice, a déclaré le NTSB, notant que les pilotes de l'Aerostar auraient dû s'en rendre compte, en raison de leur familiarité présumée avec leur propre avion. Le NTSB a déclaré que l'équipage de l'hélicoptère aurait également dû se rendre compte de la futilité de la tâche, en raison de la difficulté inhérente à voir en détail, tout en regardant vers le haut à travers les pare-brise avant du Bell 412. L'hélicoptère était équipé de fenêtres suspendues, mais l'opérateur les avait peintes car le scintillement de la lumière du rotor principal avait provoqué des vertiges chez plusieurs pilotes.
Le NTSB a critiqué le manuel de vol du Piper concernant l'absence de procédures explicites à suivre si le voyant du train avant ne s'allumait pas. Cependant, l'avion était également équipé d'un avertisseur sonore, qui retentissait si les manettes des gaz étaient placées en position de ralenti alors que le train n'était pas sorti et verrouillé ; les pilotes auraient pu vérifier si le train était verrouillé en réduisant les gaz à une altitude sûre et en écoutant l'alarme, qui faisait partie de la procédure du manuel de vol en cas de défaillance du système hydraulique du train d'atterrissage. 
Le NTSB n'a pas pu déterminer si cela a été tenté, car l'Aerostar n'était pas équipé d'un enregistreur phonique (CVR) , mais le NTSB a conclu, à partir des communications radio avec les contrôleurs, que les pilotes ne l'avaient probablement pas tenté. Même si la procédure avait été infructueuse, le NTSB a déclaré qu'avec le train avant visiblement en position sortie, un pilote plus expérimenté aurait probablement quand même tenté un atterrissage « en acceptant la possibilité que le train avant puisse s'effondrer pendant le toucher des roues à l'atterrissage », car une telle condition « n'entraîne généralement pas d'accident majeur ou de blessure parmi les occupants de l'avion ». 
Le NTSB a noté qu'aucun des pilotes n'avait d'expérience ou de formation formelle pour le vol en formation ; les pilotes de l'hélicoptère avaient déjà volé à proximité d'un autre hélicoptère, mais à une distance considérablement plus grande que lors de l'accident, et on ne savait pas s'ils avaient déjà volé à proximité d'un avion à voilure fixe. Les enquêteurs ont déclarés que les forces aérodynamiques ont tendance à tirer les avions l'un vers l'autre, lorsqu'ils volent immédiatement au-dessus d'un autre, et des corrections énergiques de contrôle en vol peuvent être nécessaires pour contrer cela ; bien que les données radar ne soient pas suffisantes pour déterminer si un tel événement s'est effectivement produit, les ingénieurs de Bell Helicopter ont confirmé que le 412SP est sujet à cette tendance. 
Le NTSB a reproché aux équipages des deux appareils d'avoir tenté des manœuvres non officielles et intrinsèquement risquées au-dessus d'une zone peuplée, car les deux appareils avaient suffisamment de carburant et il n'y avait aucun autre facteur présent obligeant les pilotes à terminer l'inspection rapidement. Le NTSB a recommandé que la Federal Aviation Administration (FAA) fasse un effort plus concerté pour former les pilotes à reconnaître de telles situations dangereuses et à faire preuve d'un meilleur jugement. 
En raison de la collision, de l'impact au sol et des dommages causés par l'incendie, le NTSB n'a pas été en mesure de déterminer si le train avant de l'Aerostar ou les systèmes d'alertes liés au train avant fonctionnaient correctement avant l'accident.